# 于家村古村落
于家村古村落，位于中国河北省石家庄市于家乡于家村，为石家庄市井陉县的一个省级文物保护单位，类型为古建筑，公布时间为2001年2月7日。
于家村古村落的历史年代为明—民国。